# 小行星13408
小行星13408（13408 Deadoklestic）是一颗绕太阳运转的小行星，为主小行星带小行星。该小行星于1999年10月发现。

## 轨道参数
小行星13408的轨道半长轴为362 408 603 km，2.4225174 UA，离心率为0.179。